# キ19 (航空機)
中島 キ19 / N-19
同盟通信社で運用されるN-19
- 用途：爆撃機（試作）・通信機
- 製造者：中島飛行機
- 運用者：大日本帝国陸軍、同盟通信社
- 生産数：4機
- 運用開始：1937年5月
- 退役：1945年9月
- 運用状況：退役済

キ19は、太平洋戦争前に試作された日本陸軍の爆撃機である。設計、製造は中島飛行機。

## 概要
1935年（昭和10年）に日本陸軍は、九三式重爆撃機の後継機の開発を中島と三菱に要請をした。これを受けて、中島ではキ19重爆撃機として試作に着手し、1937年（昭和12年）3月に試作機を完成させた。
キ19は流線型の胴体を持つ中翼の双発単葉機で、主脚は完全引き込み式、胴体内に爆弾倉を装備するなど空力的に洗練された機体であった。機体構造など各部は、中島がライセンス生産を行っていたダグラス DC-2輸送機を参考にしていた。エンジンは自社製のハ5空冷式エンジンを搭載していた。爆弾搭載量は750kgで、九三式重爆撃機と比べると減少していた。
飛行審査は昭和12年3月から三菱のキ21試作機と比較する形で行われたが、両者とも飛行性能は優秀で性能の優劣がつけ辛い状況であった。しかしその後の実用試験の結果機体は三菱製が、エンジンは中島製が優秀という評価が下された。陸軍は、中島に対して三菱製のハ6エンジンを搭載した増加試作機製作を指示するとともに、三菱にも中島のハ5エンジン搭載の増加試作機製作を指示したが、この三菱製増加試作機が優秀な成績を収めたため九七式重爆撃機として制式採用されることとなり、キ19は不採用となった。その後、試作機の内の一部は武装を撤去し長距離通信機N-19として同盟通信社（J-BACN）に払い下げられた。

## スペック
- 全長：15.00m
- 全幅：22.00m
- 全高：3.65m
- 自重：4,750kg
- 全備重量：7,150kg
- 発動機：ハ5甲（中島九七式） 空冷複列星型14気筒 ×2
- 出力：890~950hp
- 最大時速：350km/h
- 巡航時速：300km/h
- 航続力：4,000km
- 実用上昇限度：8,600m
- 武装
  - 7.7mm機関銃×3
  - 爆弾750kg
- 乗員：5名